# FC Schwedt 02
FC Schwedt 02 is een Duitse voetbalclub uit Schwedt. De club speelde voordien onder de naam BSG Aufbau Schwedt.

## Geschiedenis
De club werd in 1946 opgericht als SG Schwedt en vormde zich in 1949 om tot een BSG met de naam BSG KWU Schwedt. Reeds in 1950 werd de naam gewijzigd in BSG Traktor. In 1960 sloten de voetballers en ook andere afdelingen van Traktor zich aan bij het nieuwe BSG Rotation. De club promoveerde in 1965 naar de Bezirksliga. Nog voor de start van het seizoen 1965/66 werden de voetbalafdelingen van BSG Erdöl en BSG Rotation ondergebracht bij het nieuwe BSG Aufbau Schwedt. In 1973 promoveerde de club naar de DDR-Liga, de tweede klasse. Na twee seizoenen degradeerde de club weer en keerde dan na één seizoen weer terug. Nu speelde de club tot 1984 in de DDR-Liga toen de club slachtoffer werd van de inkrimping van de competitie. Intussen was de voetbalafdeling in juli 1977 gewisseld naar BSG Erdöl dat een maand later de naam BSG Chemie PCK Schwedt. De club eindigde altijd boven de achtste plaats en werd in 1979/80 zelfs vicekampioen. Na de degradatie van 1984 slaagde de club er niet meer in terug te keren.
Na de Duitse hereniging werd het BSG-systeem ontbonden en op 1 juli 1990 werd het oude BSG Chemie gesplitst in twee nieuwe verenigingen. SSV PCK Schwedt bood een groot aantal sporten aan zonder voetbal en FSV PCK Schwedt bood enkel voetbal aan. Nadat de Oost-Duitse clubs werden opgenomen in het West-Duitse systeem ging de club in de Oberliga NOFV-Nord spelen, toen nog de derde klasse. De club eindigde twee jaar in de betere middenmoot en in 1993 werd de naam 1. FC Schwedt aangenomen. Met een vijfde plaats kwalificeerde de club zich voor de Regionalliga Nord die vanaf 1994 werd ingevoerd als derde klasse, echter besloot de club om te verzaken aan de Regionalliga en bleef in de Oberliga. Na nog een achtste en een elfde plaats ging de club na zes speeldagen in seizoen 96/97 failliet.
De jeugdafdeling sloot zich bij VGS 90 Schwedt aan, dat op 1 juli 1998 de naam Uckermärkischer FC Schwedt aannam. Op 1 juli 2002 fuseerde de club met VfB 1994 Schwedt en nam zo de huidige naam aan. Van 2003 tot 2010 speelde de club in de Verbandsliga. In 2012 promoveerde de club weer, maar werd laatste. 